# Adolf (Hessen-Philippsthal-Barchfeld)

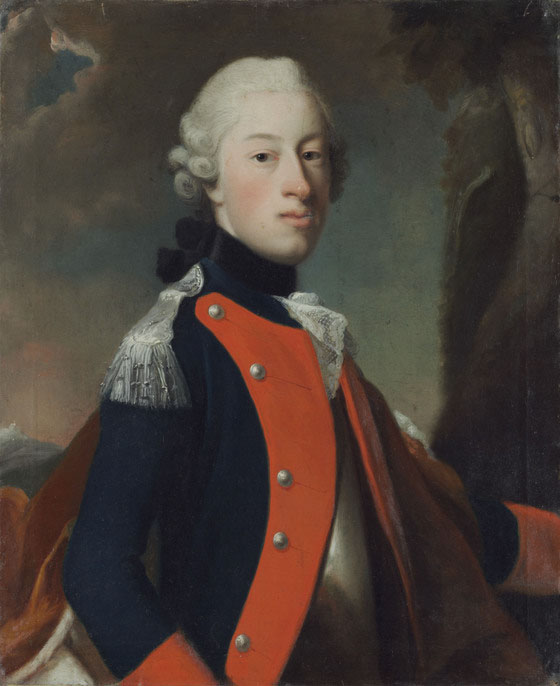
Landgraf Adolf von Hessen-Philippsthal-Barchfeld

Adolf von Hessen-Philippsthal-Barchfeld (* 29. Juni 1743 in Ypern; † 17. Juli 1803 in Barchfeld) aus dem Haus Hessen war paragierter Landgraf von Hessen-Philippsthal-Barchfeld.

## Leben
Adolf war ein Sohn des paragierten Landgrafen Wilhelm von Hessen-Philippsthal-Barchfeld (1692–1761) aus dessen Ehe mit Charlotte Wilhelmine (1704–1766), Tochter des Fürsten Lebrecht von Anhalt-Bernburg-Hoym. Adolf folgte seinem kinderlosen Bruder Friedrich 1777 als Landgraf von Hessen-Philippsthal-Barchfeld nach.
Er begann seine Laufbahn in Diensten der Landgrafschaft Hessen-Kassel. Dann war er in holländischen Diensten, wo er Oberst im 3. Infanterie-Regiment von Oranien-Nassau wurde. 1773 wechselte er in den preußischen Militärdienst und wurde Chef im Füsilier-Regiment Nr. 55. Er erwarb sich die Gunst Friedrichs II. und wurde am 16. Januar 1777 zum Generalmajor befördert. Im Bayerischen Erbfolgekrieg geriet er am 18. Januar 1779 als Kommandant der Festung in Habelschwerdt (heute Bystrzyca Kłodzka) in Gefangenschaft des von Alvinczy geführten österreichischen Infanterie-Regiments Nr. 19, k.k. Infanterie-Regiment D’Alton des Feldmarschallleutnants Graf Richard d’Alton. 1780 nahm er seinen Abschied und zog sich nach Barchfeld zurück.
Er erwarb 1794 das Gut Nesselröden und verkaufte drei Jahre später das Gut Wehra an die Kasseler Oberrentkammer für 24.000 Taler.

## Nachkommen
Landgraf Adolf heiratete am 18. Oktober 1781 in Meiningen Prinzessin Luise (1752–1805), Tochter des Herzogs Anton Ulrich von Sachsen-Meiningen aus dessen Ehe mit Charlotte Amalie von Hessen-Philippsthal. Mit ihr hatte er folgende Kinder:
- Friedrich (1782–1783)
- Karl (1784–1854), Landgraf von Hessen-Philippsthal-Barchfeld
 ⚭ 1. 1816 Prinzessin Auguste zu Hohenlohe-Ingelfingen (1793–1821)
 ⚭ 2. 1823 Prinzessin Sophie zu Bentheim und Steinfurt (1794–1873)
- Wilhelm (1786–1834)
 ⚭ 1812 Prinzessin Juliane Sophie von Dänemark (1788–1850)
- Georg (1787–1788)
- Ernst Friedrich (1789–1850)
- Charlotte (*/† 1794)